# Revelations of Oblivion
Revelations of Oblivion é o terceiro álbum de estúdio da banda de death metal Possessed. Foi lançado em 10 de maio de 2019 pela gravadora Nuclear Blast. O álbum entrou na UK Rock & Metal Singles and Albums Charts na posição # 7 e na Billboard Top Current Album Sales Chart na posição # 59 na primeira semana.
É o primeiro álbum de estúdio completo da banda em 33 anos, logo após Beyond the Gates, de 1986. O álbum foi anunciado no dia 16 de março de 2019 juntamente com o single promocional "No More Room in Hell".
Na coluna semanal Metal By Numbers, da Metalinsider, o álbum vendeu 200 unidades na semana de lançamento.
O álbum marca o primeiro lançamento completo da banda pela Nuclear Blast, pela qual eles assinaram em maio de 2017.
A arte do álbum foi criada por Zbigniew Bielak, que já havia feito outras artes para Absu, Deicide, The Ghost, Gorguts e Paradise Lost.
O álbum mostra novidades para a banda, com apenas Becerra como restante da formação clássica dos anos 80. É o primeiro álbum do Possessed com o baterista Emilio Marquez e o baixista Robert Cardenas, da Coffin Texts, o guitarrista Daniel Gonzalez, do Gruesome, e o também guitarrista Claudeous Creamer.
O álbum também teve o primeiro videoclipe "cinematográfico" da banda em toda a sua história. Um videoclipe da música "Graven", dirigido por Scott Hansen e com a participação especial do amigo da banda, o ator Peter Stormare, foi lançado no dia 23 de maio de 2019. Um vídeo ao vivo para a música "Shadowcult" foi lançado anteriormente, em abril.

## Recepção
| Críticas profissionais   | Críticas profissionais |
| Pontuações agregadas     | Pontuações agregadas   |
| Fonte                    | Avaliação              |
| ------------------------ | ---------------------- |
| Angry Metal Guy          | [ 13 ]                 |
| Metal Storm              | [ 14 ]                 |
| Avaliações da crítica    |                        |
| Fonte                    | Avaliação              |
| Distorted Sound Magazine | [ 15 ]                 |
| The Rock Pit             | [ 16 ]                 |
| Heavy Music HQ           | [ 17 ]                 |
| Metal Utopia             | 9 de 10 estrelas.      |

Os críticos elogiaram o álbum e o retorno de Becerra, com Blabbermouth classificando-o como "uma reafirmação monstruosa do ethos original desta banda que influencia de maneira absurda que quase desafia a crença".
A Decibel Magazine elogiou a mixagem do álbum, dizendo que a mixagem de Tägtgren foi "quase perfeita" e afirmando que ele foi "capaz de obter a vantagem moderna de Possessed enquanto preservava a magia de Randy Burns." A revista viria a premiar o álbum como o sexto melhor álbum de metal de 2019.
A Exclaim! elogiou a originalidade do som do death metal dos anos 80 do álbum, mas também ressaltou os elementos sinfônicos de "Omen" e a tecnicidade de faixas como "Abandoned".
A Exclaim! concluiu:
| “ | Possessed deserve to be spoken of in the same breath as Black Sabbath and Metallica when it comes to influence. Simply put, nobody does this as well as them and probably no one ever will. 'Revelations of Oblivion' was exactly the reminder we all needed. | ” |
|   | — Max Morin. |   |

## Faixas
| N.º            | Título                 | Duração |  |
| 1.             | "Chant of Oblivion"    | 1:53    |  |
| 2.             | "No More Room in Hell" | 4:48    |  |
| 3.             | "Dominion"             | 4:25    |  |
| 4.             | "Damned"               | 5:00    |  |
| 5.             | "Demon"                | 5:16    |  |
| 6.             | "Abandoned"            | 5:20    |  |
| 7.             | "Shadowcult"           | 4:43    |  |
| 8.             | "Omen"                 | 6:41    |  |
| 9.             | "Ritual"               | 4:47    |  |
| 10.            | "The Word"             | 5:09    |  |
| 11.            | "Graven"               | 4:19    |  |
| 12.            | "Temple of Samael"     | 1:49    |  |
| Duração total: | Duração total:         | 54:15   |  |

## Créditos

### Possessed
- Jeff Becerra - vocais
- Daniel Gonzalez - guitarra
- Claudeous Creamer - guitarra
- Robert Cardenas - baixo
- Emilio Marquez - bateria

## Produção
- Produtor Executivo: Jeff Becerra
- Coprodutor: Daniel Gonzalez
- Mixagem e Masterização: Peter Tägtgren

## Paradas
| Tabela musical(2019)                 | Melhor posição |
| ------------------------------------ | -------------- |
| US Top Album Sales (Billboard)       | 81             |
| US Independent Albums (Billboard)    | 17             |
| US Heatseekers Albums (Billboard)    | 2              |
| US Top Tastemaker Albums (Billboard) | 11             |